# João Ribeiro de Barros

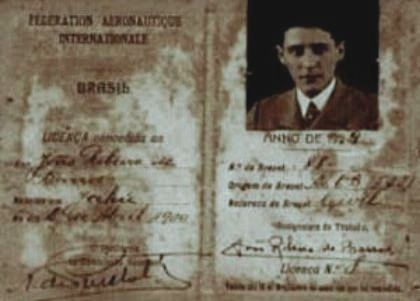
Brevet nº 88 von João Ribeiro de Barros

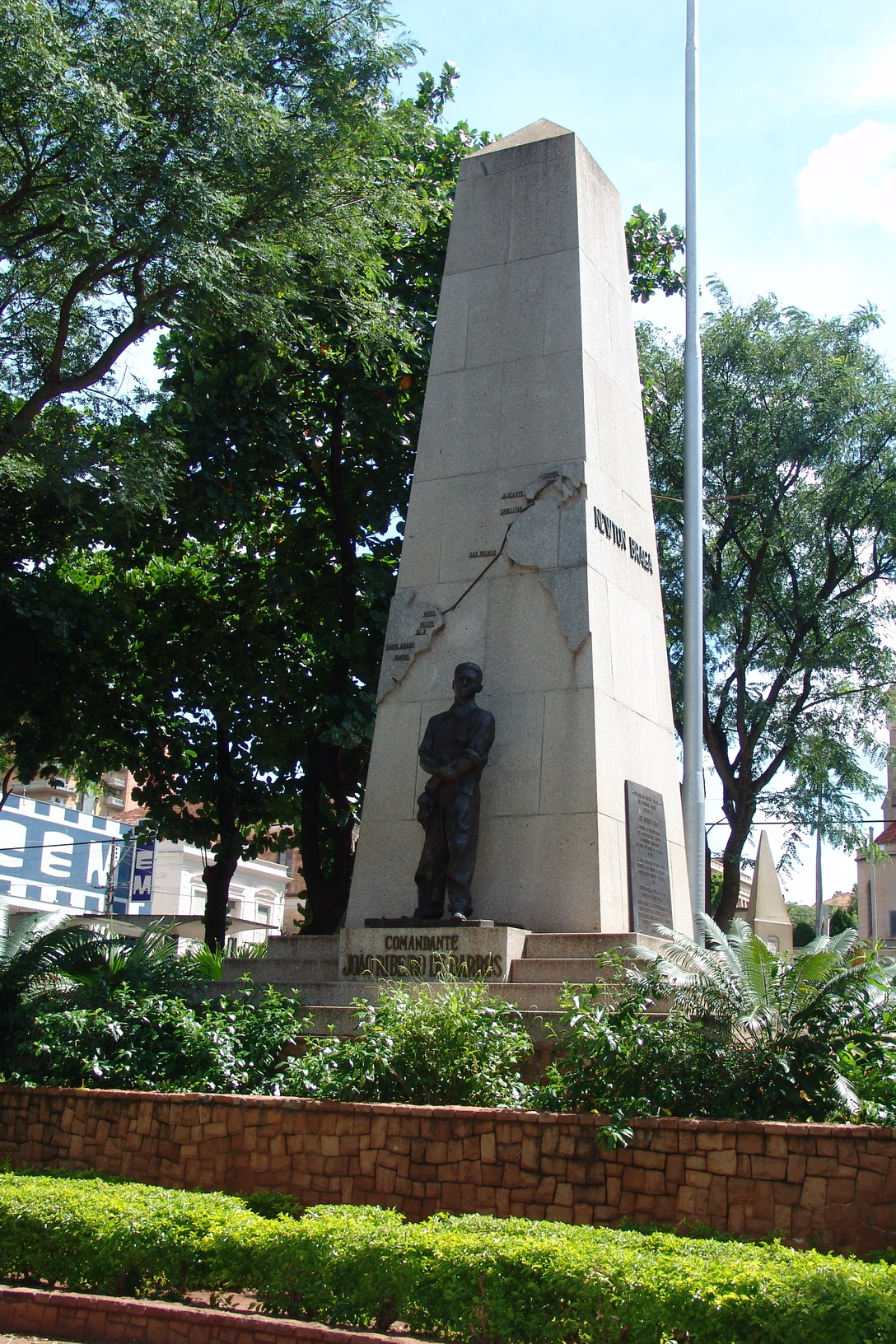
Denkmal für Barros in Jaú

João Ribeiro de Barros (* 4. April 1900 in Jaú; † 20. Juli 1947 ebenda) war ein brasilianischer Pilot.
Er war der erste Pilot des amerikanischen Kontinents, der einen Transatlantikflug nonstop von Europa nach Amerika durchführte.
Am 28. April 1927, vier Monate vor Charles Lindbergh, überquerte er den Atlantik mit dem Wasserflugzeug Jahú vom Typ Savoia-Marchetti S.55. Seine Begleiter auf diesem Flug waren João Negrão (Copilot), Newton Braga (Navigator) und Vasco Cinquini (Mechaniker). Die vier Flieger starteten in Genua und flogen nach Santo Amaro bei São Paulo. Sie flogen über Spanien, Gibraltar, die damals portugiesischen Kapverdischen Inseln und Fernando de Noronha.
Die Stadt Jaú errichtete ihm zu Ehren ein Denkmal.